# Matti Härmä
Matti Joosepinpoika Härmä (né à Tyrnävä) est un bâtisseur d'église finlandais du XVIIe siècle.

## Ouvrages principaux
- 1684–1688, église de Tornio
- 1688–1691, ancienne église de Kempele
- 1686,  première église d'Oulu (restauration et agrandissement)
- 1686, ancienne église de Liminka (restauration)

## Galerie

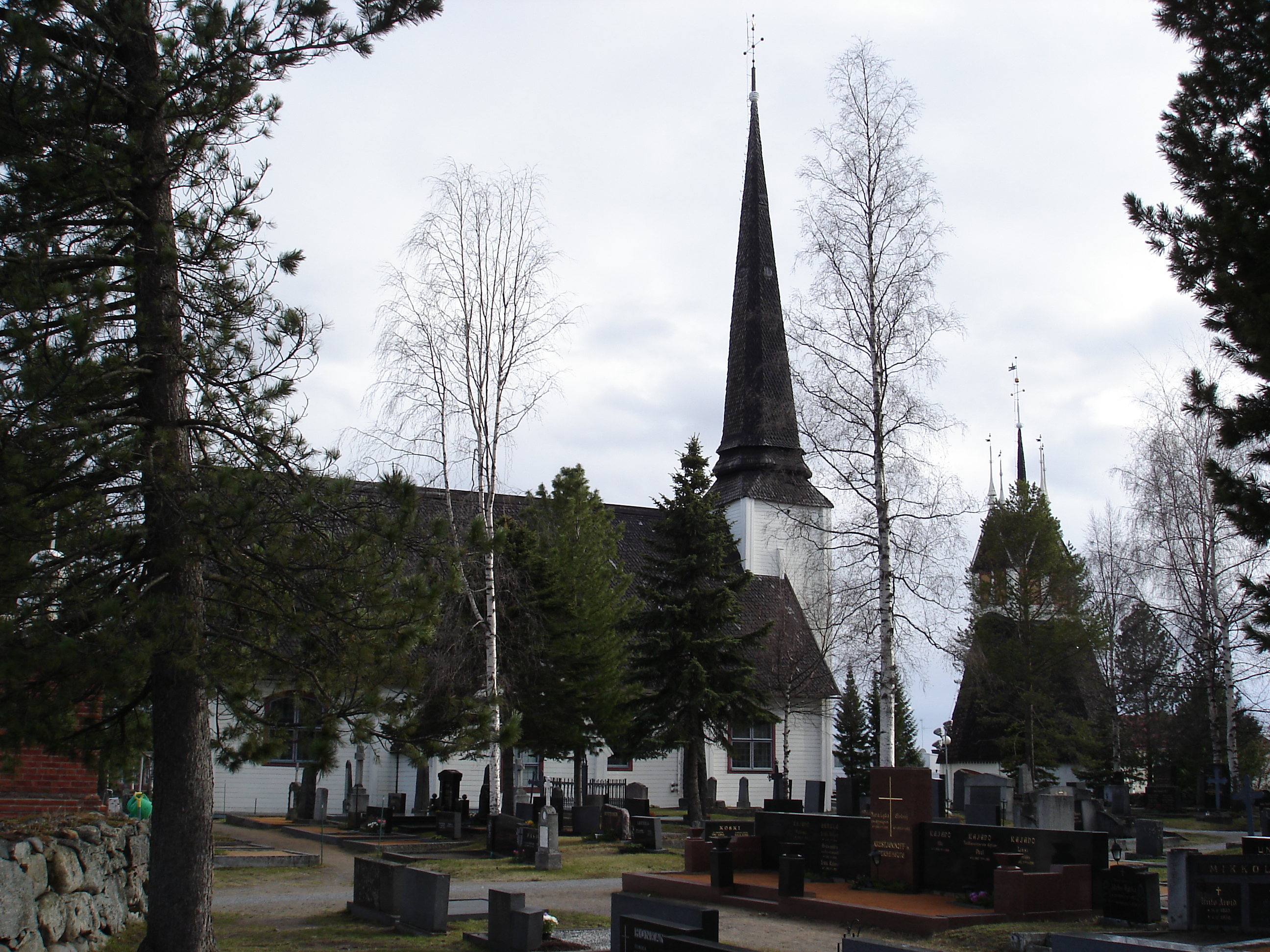
Église de Tornio
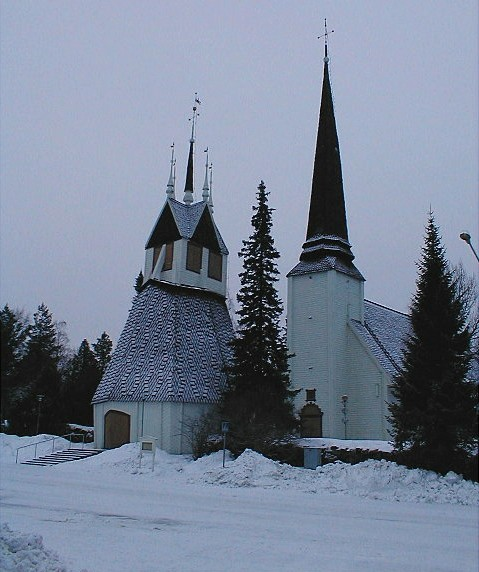
Église de Tornio
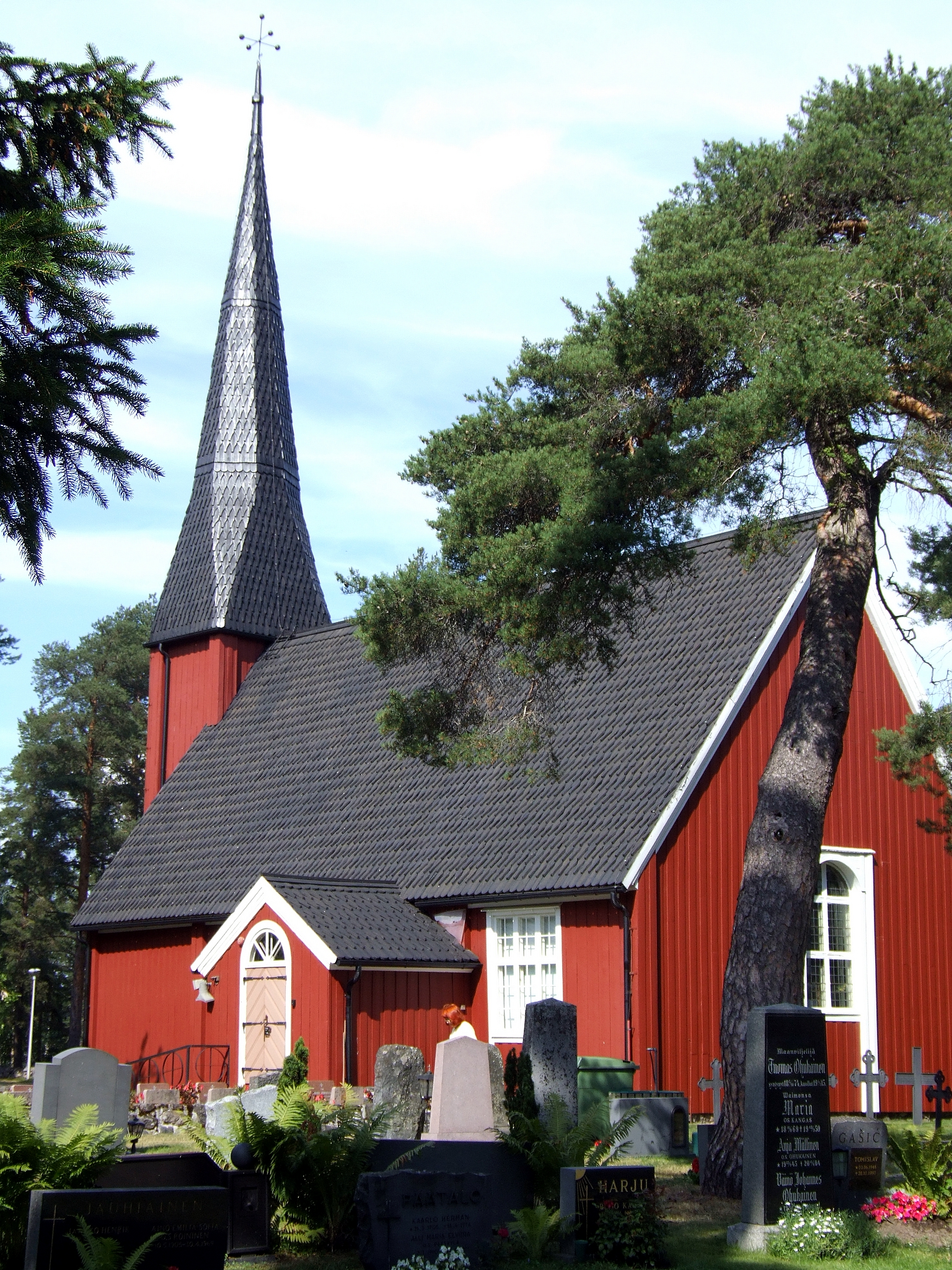
Ancienne église de Kempele